# Sansevieria roxburghiana
Sansevieria roxburghiana ist eine Pflanzenart aus der Gattung Sansevieria in der Familie der Spargelgewächse (Asparagaceae). Das Artepitheton ehrt den Entdecker der Art den schottischen Botaniker und Arzt William Roxburgh.

## Beschreibung
Sansevieria roxburghiana wächst stammlos als ausdauernde, sukkulente Pflanze mit kriechenden Rhizomen. Die 6 bis 24 rosettig angeordneten und linealisch geformten Laubblätter sind leicht zurückgebogen. Sie haben an der Oberseite eine tiefe Rinne. Die einfache Blattspreite ist 20 bis 60 Zentimeter lang und 1,3 bis 2,5 Zentimeter breit und verschmälert sich allmählich in eine weiche und 6 bis 50 Millimeter lange Spreitenspitze. Die Blätter sind grün mit dunkler grünen, unregelmäßigen Querbändern und mit rückseitig sechs bis elf und oberseitig mit ein bis drei dunkelgrünen Längslinien. Der Spreitenrand ist grün, im Alter weißlich werdend. Die Blattoberfläche ist glatt, die Unterseite dagegen leicht rau.
Die einfach ährigen Blütenstände sind 30 bis 76 Zentimeter hoch. Die Rispen sind 25 bis 38 Zentimeter lang und mit mehr oder weniger als vier Blüten pro Büschel besetzt. Das Tragblatt ist 3 bis 4 Millimeter lang und lanzettlich verschmälert. Die Blütenröhre ist 6 bis 7,5 Millimeter lang. Die Zipfel sind 8,5 bis 9,5 Millimeter groß.
Die Chromosomenzahl beträgt {\displaystyle 2n=40}

## Verbreitung
Sansevieria roxburghiana ist in Indien und in Sri Lanka weit verbreitet.

## Taxonomie
Die Erstbeschreibung erfolgte 1829 durch Julius Hermann Schultes. Synonyme für Sansevieria roxburghiana Schult.F. sind: Acyntha roxburghiana (Schult. & Schult.f.) Kuntze (1891), Cordyline roxburghiana (Schult. & Schult.f.) Merr. (1923) und Sansevieria zeylanica Roxb. (1805, nom. illeg.  ICBN-Artikel 53.1).

## Nachweise